# Élisabeth de la Trinité
Pour les articles homonymes, voir Sainte Élisabeth.
Élisabeth Catez, en religion Sœur Élisabeth de la Trinité, née le 18 juillet 1880 à Farges-en-Septaine (Cher) et morte le 9 novembre 1906 à Dijon, est une religieuse française, carmélite, béatifiée par le pape Jean-Paul II le 25 novembre 1984 et canonisée par le pape François le 16 octobre 2016.
Élisabeth Catez naît dans une famille chrétienne. Elle développe très vite un attrait pour la prière et montre le désir de devenir religieuse au sein du Carmel. Dans un premier temps, sa mère s'oppose à sa vocation, puis lors d'une visite au Carmel de Tarbes (Hautes Pyrénées), son cœur est touché par la joie d'une jeune religieuse. Elle accepte la vocation d’Élisabeth pour y consentir définitivement en 1899, à condition qu'elle entre au Carmel lorsqu'elle sera majeure, en 1901.
Son nom "Élisabeth", qui signifie en hébreu « Maison de Dieu », devient le centre de sa spiritualité, ce que la doctrine chrétienne appelle l'"habitation de Dieu". Élisabeth écrit alors la prière Ô mon Dieu, Trinité que j’adore, qui résume sa spiritualité. Elle découvre, dans une épître de Paul, sa vocation, c'est-à-dire que sa vie consiste à être une « louange de gloire » à Dieu. Elle tombe malade et dit percevoir dans la souffrance une possibilité de vivre plus proche de Dieu. Elle meurt à l'âge de 26 ans.
Peu après sa mort, ses écrits sont publiés par la supérieure du Carmel et rapidement diffusés. Les tirages atteignent plus de 80 000 exemplaires en 1935.
En 1931, l’évêque de Dijon, Pierre Petit de Julleville, ouvre une procédure en vue de sa béatification. Hans Urs von Balthasar affirme en 1960 : « La structure de son univers spirituel, le contenu et le style de sa pensée théologique sont d'une densité, d'une consistance sans défaut. »

## Biographie

### Jeunesse

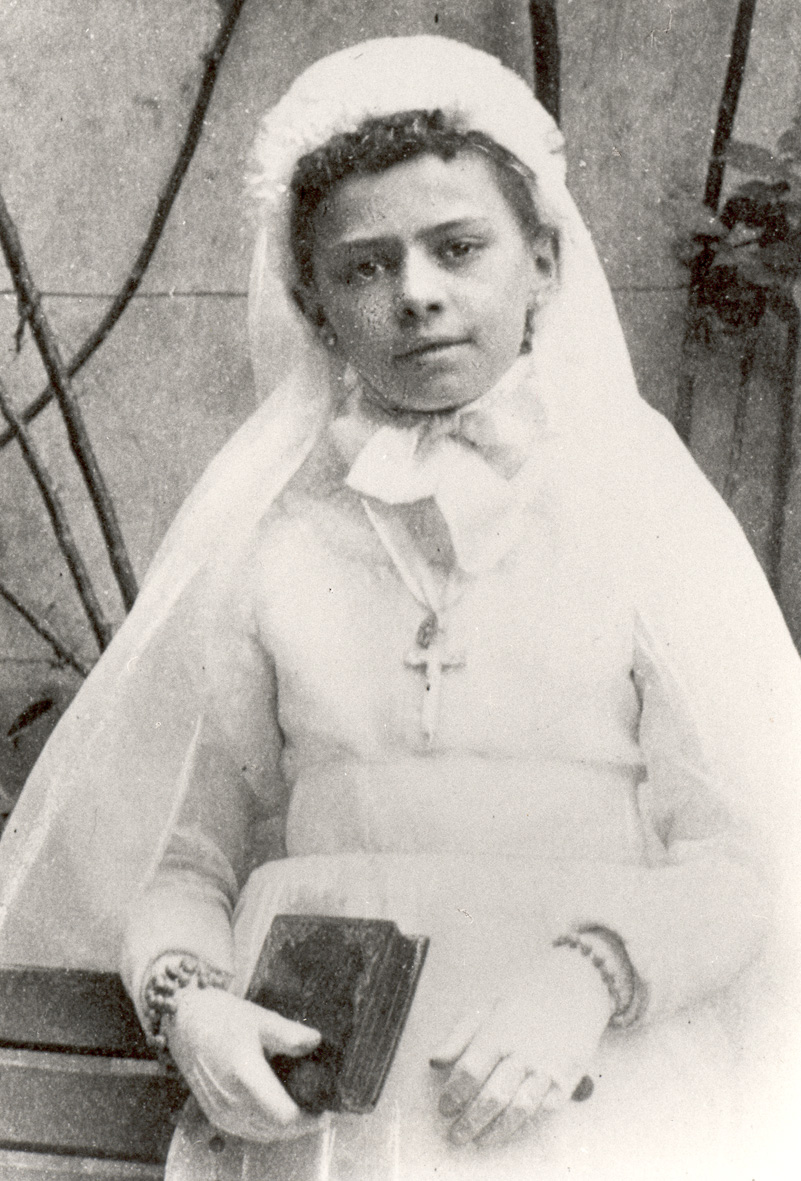
Élisabeth le jour de sa première communion.

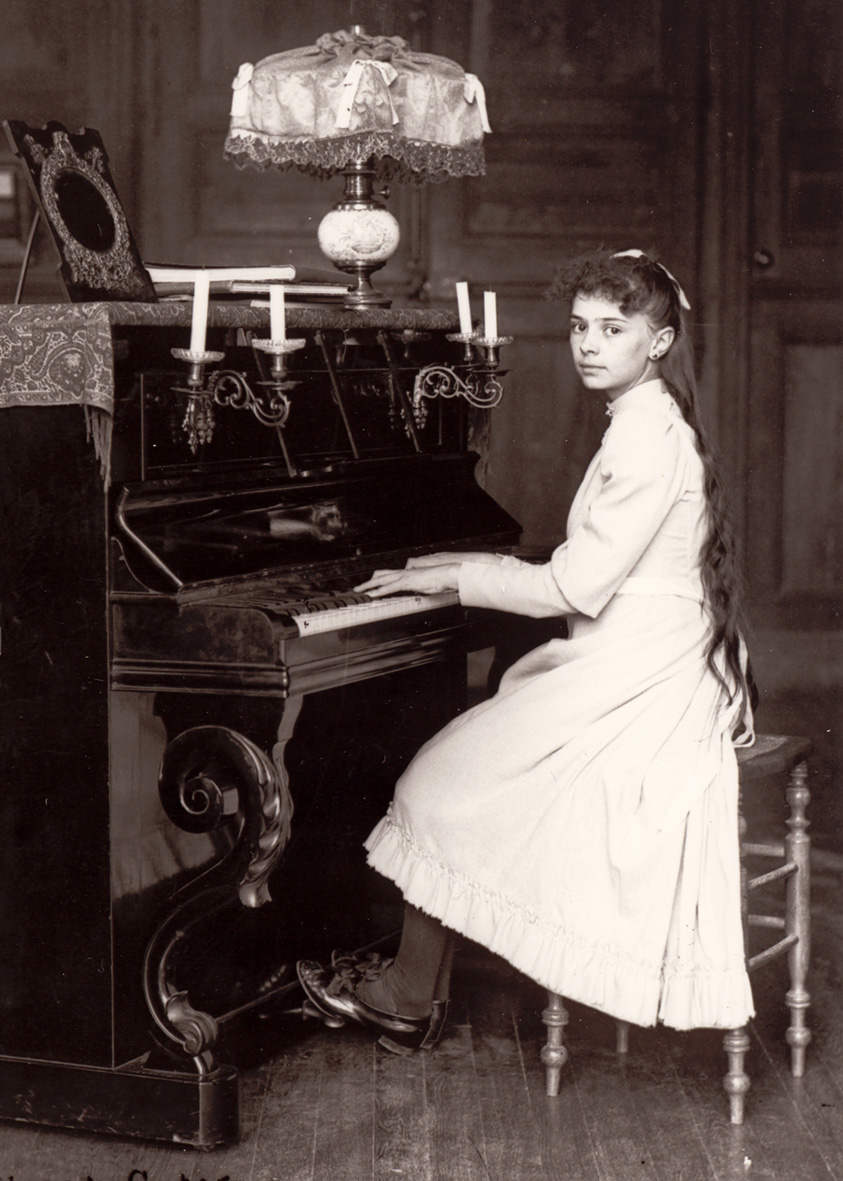
Élisabeth Catez jouant du piano.

#### Enfance
Élisabeth Catez est née à Farges-en-Septaine, près de Bourges, le 18 juillet 1880, de Joseph Catez (Aire-sur-la-Lys, Pas-de-Calais, 1832-1887) et de Marie Rolland (Lunéville, Meurthe-et-Moselle, 1846-1914). Elle est baptisée le 22 juillet. Ses parents déménagent l'année suivante en Bourgogne à Auxonne, puis à Dijon en 1882, avant que la famille accueille une nouvelle fille, Marguerite, née le 20 février 1883,.
Enfant, Élisabeth Catez se révèle avoir un très fort tempérament, colérique, avec une très forte volonté ; son institutrice affirme « Cette enfant est d'une volonté de fer, il faut qu'elle arrive à ce qu'elle désire ». Après la mort de sa grand-mère le 8 mai 1882, son grand-père vient habiter chez ses enfants, et y meurt le 24 janvier 1887. Au cours de l’été, Élisabeth se confie à un religieux de passage et manifeste pour la première fois sa volonté d’être religieuse. Quelques mois plus tard, le 2 octobre 1887, son père meurt subitement dans les bras d’Élisabeth. La mort subite de son père alors qu'elle n'a que 7 ans est l'événement le plus grave qu'elle ait vécu. Ce décès entraîne le déménagement de la famille ; Élisabeth et sa sœur Marguerite sont alors éduquées par leur mère,.

#### Vocation et vie mondaine
Sa première confession la marque durablement, elle considère ce jour comme celui de sa « conversion », qui « détermina tout un éveil à l'endroit des choses divines ». À l’âge de 8 ans, en 1888, elle parle de sa vocation au chanoine Angles et lui dit qu'elle sera religieuse.
Élisabeth poursuit ses études ; devant ses  difficultés en orthographe, sa mère lui fait suivre des cours particuliers. Elle reste marquée par un caractère turbulent et commence le conservatoire de musique où elle se révèle être une enfant douée. Encouragée par sa mère, Élisabeth se montre très vite une fille coquette, aimant porter des gants et des bijoux.
Le 19 avril 1891, elle fait sa première communion. Dans une de ses poésies elle écrit « Le Maître prit si bien possession de son cœur que depuis elle n'aspira qu'à lui donner sa vie »,. Dans la soirée de sa première communion, Mère Marie de Jésus, la supérieure du Carmel, donne à Élisabeth une image avec l'explication de son nom, c'est-à-dire « Maison de Dieu »,.
Elle commence alors à lutter contre son tempérament colérique. Un jour après avoir communié elle affirme avoir entendu « en son âme » le mot « Carmel ». En 1894, âgée de quatorze ans, elle affirme avoir reçu, pendant l'action de grâce, un appel à se consacrer à Dieu, et fait alors le vœu de chasteté,.
Elle désire entrer au Carmel. Elle passe de longs moments mélancoliques à observer le Carmel du balcon de sa chambre. Sa mère n'est pas convaincue de cet appel et pousse discrètement sa fille à découvrir la vie mondaine de l'époque.
Elle continue ses cours de solfège et se montre brillante en musique au point d’obtenir le premier prix du conservatoire de musique à l’âge de treize ans. Elle participe aux soirées mondaines, « n'ayant pas du tout l'air de s'y ennuyer ». Elle est aussi invitée aux dîners mondains, où on lui demande de jouer au piano, art dans lequel elle excelle. Elle aime particulièrement Frédéric Chopin, Franz Liszt et Robert Schumann.
Dans le même temps, elle participe aux activités de la paroisse : elle enseigne le catéchisme, participe à la chorale, entraîne des jeunes à l'église pendant le mois de Marie. Elle s'adapte à son public et fait preuve d'imagination : en sortant de l'église elle raconte aux enfants des histoires fantastiques en les emmenant se promener.
Elle passe souvent les vacances en montagne en visitant sa famille ou des amis, dans les Pyrénées, le Jura, les Vosges et les Alpes suisses ou le bord de mer, ce qui est relativement rare pour l’époque,. Ces vacances sont l'occasion de rencontrer de nombreuses personnes, de danser, de faire de la musique, ainsi que de balades dans les montagnes. Ces promenades donnent à Élisabeth l'amour de la montagne,.

#### Premières grâces mystiques

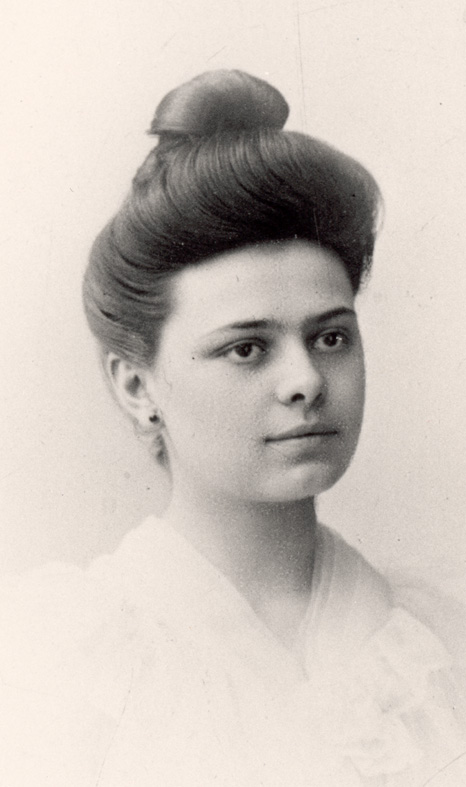
Portrait d’Élisabeth de la Trinité à l'âge de 20 ans.

À l’âge de dix-huit ans, Élisabeth commence à écrire un journal de vie. Elle y montre son goût prononcé pour la montagne, ainsi que pour les belles robes.
Cette période de sa vie est aussi marquée par la lutte contre son tempérament, elle note quotidiennement dans son journal toutes ses victoires et défaites. Le 30 janvier 1899, elle y écrit « J'ai eu aujourd’hui la joie d’offrir à mon Jésus plusieurs sacrifices sur mon défaut dominant, mais comme ils m’ont coûté. Je reconnais là ma faiblesse.... Il me semble, lorsque je reçois une observation injuste, que je sens bouillir mon sang dans les veines, tant mon être se révolte... Mais Jésus était dans mon cœur et alors j’étais prête à tout supporter pour l’amour de Lui ». Au cours du carême, elle suit les conférences de Carême d'Alphonse de Liguori ; elle désire prier et s’offrir pour la conversion d’un de ses voisins. Alors qu’Élisabeth avait à de nombreuses reprises fait part à sa mère, Marie Catez, de sa volonté de devenir carmélite, celle-ci lui propose de se marier à un bon parti. Élisabeth lui répond en réaffirmant sa volonté d’entrer au Carmel et le 26 mars 1899 la mère d’Élisabeth accepte que sa fille entre au Carmel et elle l’autorise finalement à rencontrer la supérieure du couvent. Marie Catez refuse cependant que sa fille entre dans les ordres avant sa majorité, de vingt et un ans à l’époque ,,.
C’est à la même époque qu’Élisabeth Catez reçoit ses premières grâces mystiques. Au cours d’une retraite en janvier 1899, elle lit Chemins de perfection de Thérèse d’Avila et y découvre une nouvelle façon de faire l’oraison, elle est très touchée par la phrase de Thérèse d’Avila « Il faut me chercher en toi », elle découvre ce que la théologie décrit comme « l’habitation de la Trinité », et dont elle fera au Carmel le centre de sa spiritualité. Elle affirme avoir alors « reconnu là des moments d’extases sublimes où le Maître a daigné m’élever si souvent pendant ma retraite et depuis encore... Après ces extases, ces ravissements sublimes pendant lesquels l’âme oublie tout et ne voit que son Dieu, comme l’oraison ordinaire paraît dure et pénible »,.
Elle visite régulièrement le Carmel de Dijon et rencontre un père dominicain, le Père Vallée, qui la rassure pour ses nouveaux élans mystiques. Elle rencontre alors régulièrement la Mère Marie de Jésus, supérieure du Carmel, qui l’aide et lui sert de directrice spirituelle jusqu’à son entrée au couvent : elle la forme à l’esprit carmélitain, et la conseille dans sa vie spirituelle.
Élisabeth veut imiter les religieuses et commence à se mortifier en février 1899. Après quelque temps, très volontaire dans sa mortification, elle montre des signes de fatigue. C’est la mère supérieure du carmel qui la modère, lui affirmant que la mortification ne consiste pas seulement en des jeûnes mais aussi à vivre avec foi l’opposition de sa mère à son entrée au Carmel.
Elle continue ses voyages, participe à l’exposition universelle de 1900 à Paris et visite à cette occasion la basilique du Sacré-Cœur de Montmartre et la basilique Notre-Dame-des-Victoires. Au cours des mois qui suivent, ses élans mystiques se font plus rares, au point qu’elle se dit « insensible comme une bûche », ne croyant que par volonté pure.
Le Père Vallée la conforte dans ses intuitions de la présence de Dieu en elle,. Elle continue à avoir des difficultés dans la prière, se décrivant comme étant en face d’un mur épais. Après des mois d’attente, sa mère qui s’opposait à l’entrée de sa fille au Carmel finit par accepter. Initialement la mère supérieure du Carmel de Dijon voulait qu’Élisabeth fasse partie des religieuses qui fondent un carmel à Paray-le-Monial ; sa mère Marie Catez s’y oppose. Élisabeth entre donc au carmel de Dijon et fait ses adieux à sa mère et à sa sœur.

### Vie religieuse au Carmel

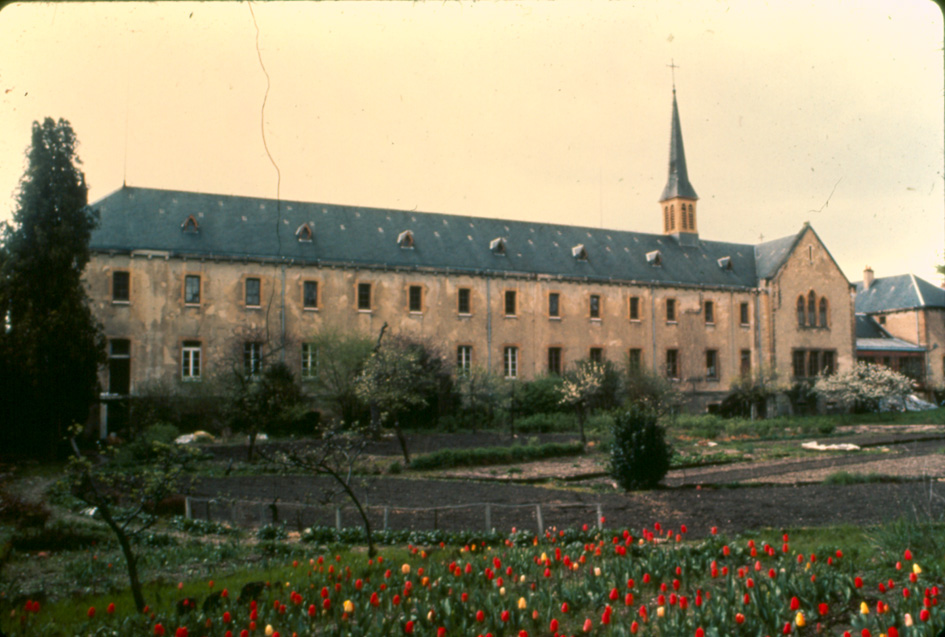
photo du Carmel de Dijon.

#### Noviciat
Elle entre au Carmel de Dijon le 2 août 1901. Le début de son noviciat est marqué par des grâces sensibles, et Élisabeth se montre joyeuse, surtout dans ses lettres à ses proches, où elle affirme être accueillie et soignée « comme un bébé »,. Elle y montre son amour du silence du Carmel, qu'elle considère comme permettant d'être « seul avec le Seul ». Cette période est aussi marquée par une remise en cause de sa trop grande sensibilité, Élisabeth affirmant, dans sa correspondance, être heureuse « d'être la plus aimée »[pas clair]. Mère Germaine, une religieuse du Carmel cherche à corriger ces défauts. Alors qu'elle contemplait les étoiles, Mère Germaine lui dit « On ne vient pas au Carmel pour rêver aux étoiles. Allez à Lui par la foi ».
Cette période n’est pas sans angoisse du fait du gouvernement anticlérical Combes au pouvoir. Les sœurs devant demander l’autorisation légale pour rester, et ne recevant la réponse que très tardivement, Élisabeth demandera même à sa mère de lui envoyer un habit civil en cas d’exil forcé des sœurs. Le 8 décembre 1901, en présence du Père Vallée, Élisabeth de la Trinité est admise à la profession temporaire, en présence de Mgr Le Nordez, elle prend l'habit et reçoit son nom de religieuse « Élisabeth de la Trinité »,.
Peu de temps après, Élisabeth ne ressent plus les grâces et les joies dans la prière. C’est pendant cette période, dès février 1902, qu’elle lit les écrits de Jean de la Croix, dont Le Cantique Spirituel et La Flamme d’Amour qui vont influencer sa spiritualité, ainsi que les écrits de Catherine de Sienne. Elle découvre aussi ceux d’une carmélite normande morte peu auparavant, Thérèse de Lisieux, qui la marque profondément. L'année qui suit est pour elle une année de doutes, d'impuissance, de lassitude. Elle devient scrupuleuse et doute de sa vocation, au point qu’on fait venir un prêtre, Edmond Vergne, la veille de sa profession perpétuelle ; celui-ci arrive à dissiper ses doutes,.
Alors même qu'elle avait des difficultés dans la prière, elle passe la nuit en oraison, comme c'était la coutume la veille de la profession religieuse dans le Carmel. Elle affirme alors avoir reçu sa vocation : « En la nuit qui précéda le grand jour, tandis que j'étais au chœur dans l'attente de l'Époux, j'ai compris que mon ciel commençait sur la terre, le ciel dans la foi, avec la souffrance et l'immolation pour Celui que j'aime. »,.

#### Vocation de la Louange de Gloire

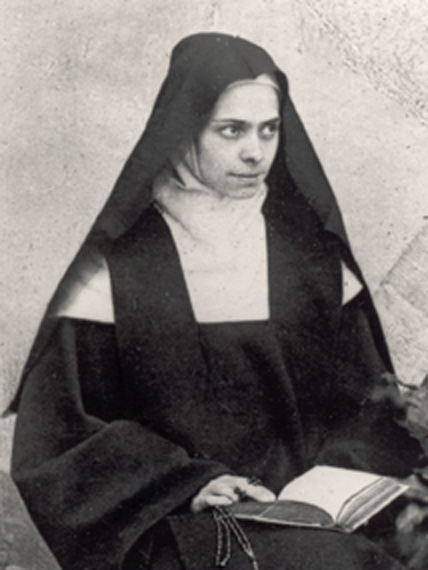
Photo d'Élisabeth de la Trinité au Carmel.

Le 21 janvier 1903 elle prend le voile. Dans ses lettres à ses amies elle décrit sa vie de carmélite comme étant une vie remplie de Dieu : « La vie d'une Carmélite, c'est une communion à Dieu du matin au soir et du soir au matin. S'Il ne remplissait pas nos cellules et nos cloîtres, comme ce serait vide ! Mais à travers tout nous Le voyons, car nous Le portons en nous et notre vie est un ciel anticipé. ». Élisabeth écrit beaucoup de lettres notamment à sa sœur, où elle lui donne rendez-vous à des horaires précis pour prier ensemble. Elle se montre très réjouie quand elle apprend la naissance de la deuxième fille de sa sœur Guite, enfant qu'elle voit au parloir.
Le 21 novembre 1904, lors de la fête de la Présentation de Marie au Temple, Élisabeth de la Trinité écrit d'une seule traite une prière qui deviendra le symbole de sa spiritualité Ô mon Dieu, Trinité que j’adore,.
Pendant ses années de Carmel, Élisabeth écrit de nombreuses lettres, ainsi que des poèmes et des écrits spirituels, notamment axés sur la Trinité et la louange. En 1905, en cours d'une visite à l'une de ses sœurs pendant une licence, elle découvre le passage de saint Paul sur la Louange de Gloire dans l'Épître aux Éphésiens : « C'est en lui encore que nous avons été mis à part, désignés d'avance, selon son plan préétabli de Celui qui mène toutes les choses au gré de sa volonté, pour être, à la louange de sa gloire, ceux qui ont par avance espéré dans le Christ. »,. Au cours des mois qui suivent, elle médite ce passage de la Bible, qui marque profondément sa vocation,.
C'est en janvier 1906 qu'elle veut faire de la Louange de Gloire le centre de sa spiritualité, elle écrit « Mon rêve est d'être « louange de sa gloire ». C'est dans saint Paul que j'ai lu cela et mon Époux m'a fait entendre que c'était là ma vocation dès l'exil. »,. Progressivement Élisabeth commence à signer des lettres par « Louange de Gloire » et affirme que ce sera son nom dans le ciel.

#### Maladie et mort
En 1906, pendant le Carême, elle a les premiers symptômes de la maladie d'Addison, une insuffisance surrénalienne. Le 19 mars 1906, elle entre à l’infirmerie, où elle continue à écrire alors que sa maladie progresse. Le médecin vient mais il est impuissant, il n’existait pas à l’époque de remèdes contre cette maladie. Lors du dimanche des Rameaux Élisabeth tombe en syncope et reçoit l'onction des malades, tout le monde croyant alors sa mort imminente,. Son état empire jusqu'au vendredi suivant, mais le samedi sa santé s'améliore.
Sa maladie est l'occasion pour Élisabeth de vouloir être la « Louange de Gloire » de Dieu. Elle désire alors s'identifier au Christ crucifié, elle écrit : « Je m'affaiblis de jour en jour et je sens que le Maître ne tardera plus beaucoup à venir me chercher. Je goûte, j'expérimente des joies inconnues : les joies de la douleur... Avant de mourir je rêve d'être transformée en Jésus crucifié »,.
La mère supérieure du Carmel, pressentant une grande nouveauté dans la spiritualité d'Élisabeth de la Trinité, lui demande d'écrire une retraite sur le thème de la « Louange de Gloire »,, ce qu'elle fait et qui est connu sous le nom de « Dernière Retraite » écrite dans la seconde quinzaine d'août 1906. Le 15 octobre, elle revoit une dernière fois le Père Vallée.
Sa maladie empire au cours du mois. Lors de la Toussaint, la communauté récite la prière des agonisants, Élisabeth reçoit une dernière fois la communion. Elle meurt après neuf jours d'agonie, le 9 novembre 1906.

## Héritage

### Spiritualité

#### Influences
Les écrits d'Élisabeth de la Trinité sont marqués par les écrits de saint Paul, qui sont au centre de sa spiritualité. Elle reçoit aussi une forte influence de la spiritualité du Carmel : tant par les écrits de Thérèse d'Avila, que les écrits de Jean de la Croix, Cantique Spirituel et Vive Flamme d'Amour. Élisabeth de la Trinité découvre en 1899 les écrits de Thérèse de Lisieux (morte en 1897), Histoire d'une âme.
Élisabeth est aussi marquée par les écrits de deux mystiques, Jean de Ruisbroek, dont elle découvre une anthologie des textes en 1906, et Angèle de Foligno, une mystique franciscaine. Enfin, même si cette influence a sans doute été exagérée, Élisabeth de la Trinité fut aussi influencée par le Père Irénée Vallée, Prieur des Dominicains de Dijon, qui eut une forte influence sur elle entre 1901 et 1902, qui prêchait aussi des retraites au Carmel de Dijon.

#### Silence

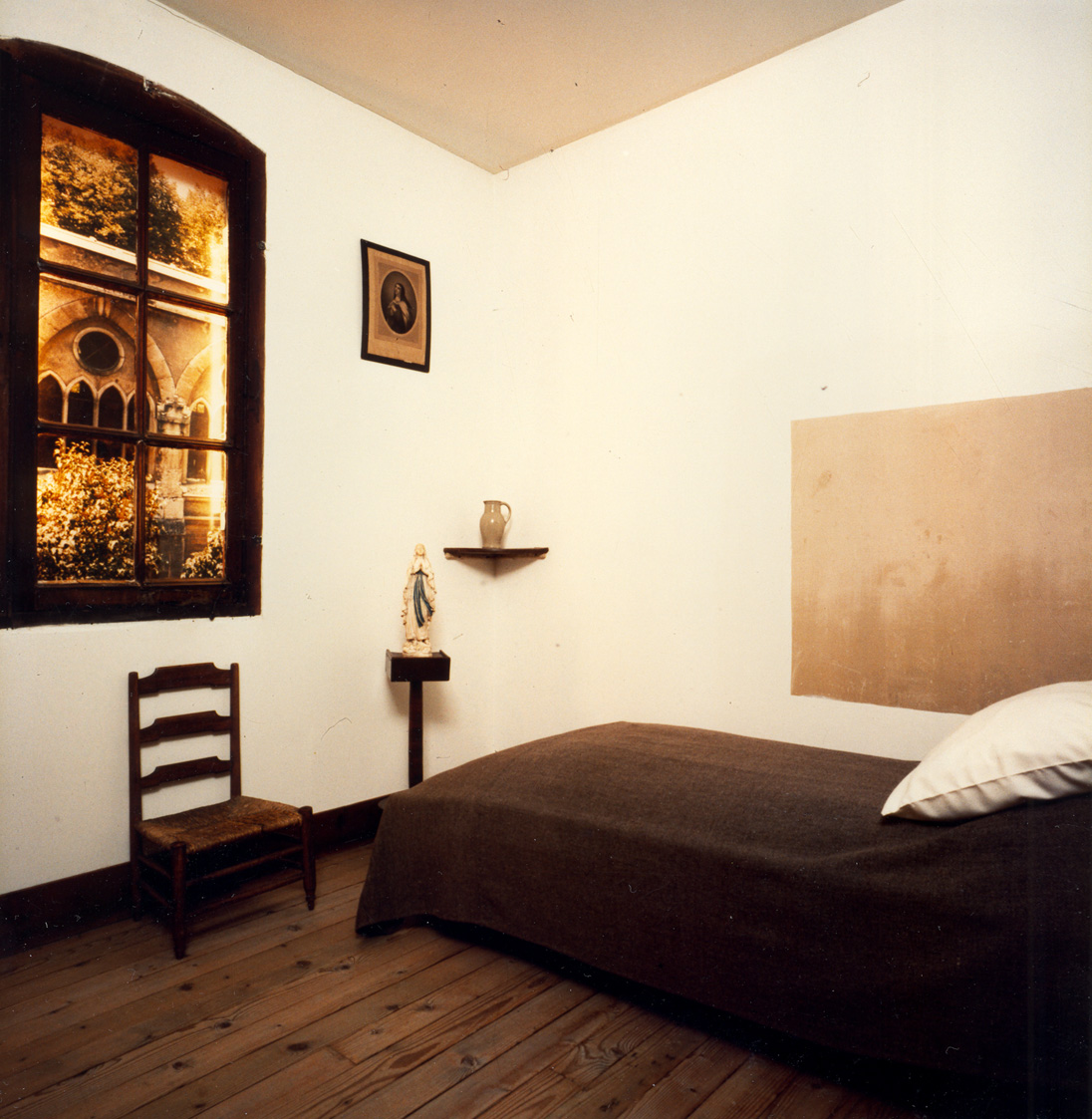
Cellule d'Élisabeth de la Trinité au Carmel de Dijon.

Élisabeth est marquée par la spiritualité de l'Ordre du Carmel qui donne une place très importante au silence. Cet amour du silence est présent dès sa jeunesse jusqu'au Carmel,. Elle croit en la présence de Dieu en elle, la solitude et le silence sont, pour elle, nécessaire afin d'être « seule avec le Seul ».
Pour Élisabeth, afin de pouvoir vivre avec Dieu une ascèse du silence est nécessaire : en effet tous les bruits extérieurs ou intérieurs (l'imagination, la sensibilité ou l'intellectualisme) sont autant d'obstacles à la présence de Dieu « Si mes désirs, mes craintes, mes joies, mes douleurs, si tous les mouvements provenant de ces quatre puissances ne sont pas parfaitement ordonnés à Dieu, je ne serai pas solitaire : il y aura du bruit en moi »,. Le silence a donc pour vocation pour Élisabeth d'être avec Dieu : « Ce n'est pas une séparation matérielle des choses extérieures, mais une solitude de l'esprit, un dégagement de tout ce qui n'est pas Dieu »,.
La personne peut alors devenir pour Élisabeth, trône de la Trinité. S'appuyant sur les écrits de saint Denis qui affirme que « Dieu est le grand solitaire », elle affirme que le silence permet d'unifier toute sa personne : « c'est faire l'unité en tout son être par le silence intérieur »,. Cette unité intérieure permet à la personne d'être alors au « seul exercice de l'amour »,. Dieu se fait alors plus présent dans la personne, permettant l'union à Dieu : « Le Créateur, voyant ce beau silence qui règne en sa créature, la considérant toute recueillie en sa solitude intérieure, est épris de sa beauté. Il la fait passer en cette solitude immense, infinie, en ce lieu spacieux chanté par le Prophète, et qui n'est autre que Lui-même". »,.

#### Habitation de la Trinité

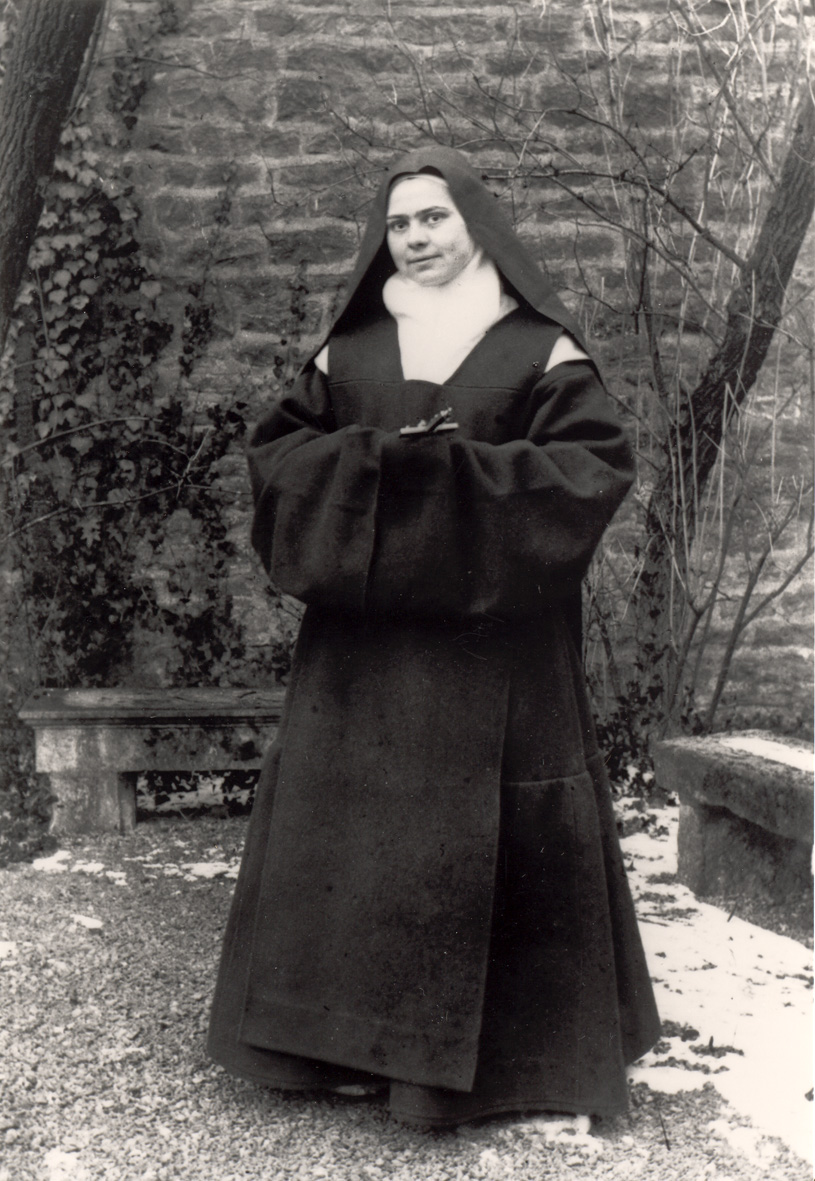
Photo d'Élisabeth de la Trinité au Carmel.

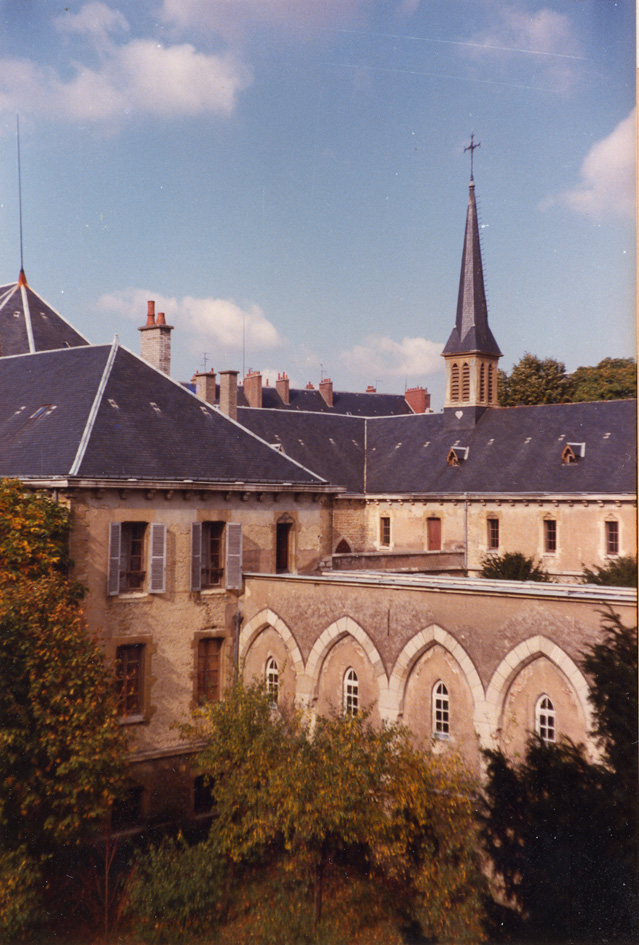
Vue générale du carmel de Dijon.

Élisabeth de la Trinité vit et développe ce que la théologie appelle l'« habitation de la Trinité ». Cette théologie est dans la continuité de la spiritualité du Carmel, et notamment des écrits de Thérèse d'Avila, Le Château intérieur et Chemins de perfection.
L'habitation de la Trinité consiste à croire et à vivre en ayant la conviction que Dieu habite en soi. Dans une lettre rédigée peu de temps avant sa mort, elle écrit : « C'est ce qui a fait ma vie, je vous le confie, un ciel anticipé : Croire qu'un Être, qui s'appelle l'Amour, habite en nous à tout instant du jour et de la nuit et qu'Il nous demande de vivre en Société avec Lui »,.
Élisabeth découvre dès ses 19 ans cette habitation de Dieu, après la lecture des écrits de Thérèse d'Avila. Elle recherche cette présence et affirme à son amie : « Il me semble qu'Il est là ». Son nom de religieuse « Élisabeth de la Trinité », « Élisabeth » signifiant « maison de Dieu », contribue à faire de cette habitation le centre de sa vie spirituelle. En 1901, alors qu'elle est dans la nuit de la foi, elle écrit à son amie l'importance de cette présence à Dieu : « « Dieu en moi, et moi en Lui », que ce soit notre devise. Que c'est bon cette présence au-dedans de nous, dans ce sanctuaire intime de nos âmes. Là nous Le trouvons toujours quoique par le sentiment nous ne sentions plus Sa présence. Mais Il est là tout de même. C'est là que j'aime le chercher. Tâchons de ne Le laisser jamais solitaire »,.
Ses écrits, et notamment dans sa dernière retraite, expliquent sa vision sur la manière de vivre cette habitation de Dieu. En s'appuyant sur la Bible, elle affirme que « Dieu veut que l'on s'unisse à lui », et que « Dieu doit être notre demeure ». Élisabeth affirme que cette demeure se trouve en soi-même : « Ce Ciel, cette maison de notre Père, il est au « centre de notre âme » ! Comme tu le verras dans saint Jean de la Croix, lorsque nous sommes en notre centre le plus profond nous sommes en Dieu »,.
Élisabeth dit qu'il est possible d'atteindre Dieu, non pas en cherchant à sentir Dieu, car Dieu dépasserait les sentiments, mais par une ascèse du silence et par « la foi pure » : « La foi me dit qu'Il est là tout de même, et à quoi bon les douceurs, les consolations ? Ce n'est pas Lui. Et c'est Lui seul que nous cherchons... Allons donc à Lui dans la foi pure »,. Élisabeth pense qu'il faut croire pour s'approcher de Dieu. Cette « foi pure » est l'occasion d'aimer Dieu en le cherchant : « Moi aussi j'ai besoin de chercher mon Maître qui se cache bien. Mais alors, je réveille ma foi et je suis plus contente de ne pas jouir de sa présence pour Le faire jouir, Lui, de mon amour »,.
Élisabeth considère donc que la vie spirituelle consiste à vivre par la foi pour aimer Dieu sans cesse. Elle décrit sa vie spirituelle dans une lettre : « Il est en moi, je suis en Lui, je n'ai qu'à l'aimer, qu'à me laisser aimer, et cela tout le temps, à travers toutes choses : s'éveiller dans l'amour, se mouvoir dans l'amour, s'endormir dans l'amour, l'âme en son Âme, le cœur en son Cœur, les yeux en ses yeux, afin que par son contact Il me purifie, me délivre de ma misère. »,. L'amour devient pour Élisabeth la chose la plus importante, ce qu'elle donne comme testament à son amie quelque temps avant de mourir : « A la lumière de l'éternité, l'âme voit les choses au vrai point. Oh ! comme tout ce qui n'a pas été fait pour Dieu et avec Dieu est vide. Je vous en prie, marquez tout du sceau de l'amour. Il n'y a que cela qui demeure. »,. Lors de la prière des agonisants récitée par les sœurs pendant son agonie, Élisabeth leur dit alors : « Au soir de la vie tout passe, l'amour seul demeure. Il faut tout faire par amour ».
Dans ses écrits, et les nombreuses lettres qu'elle écrit dans son Carmel, Élisabeth cherche à partager cette expérience avec tous ses amis, Élisabeth étant convaincue que cette expérience n'est pas réservée aux carmélites : « Cette « meilleure part » qui semble être mon privilège en ma bien-aimée solitude du Carmel, est offerte par Dieu à toute âme de baptisé »,. Elle écrit à une de ses amies : « C'est si simple. Il est toujours avec nous, soyez toujours avec Lui, à travers toutes vos actions, dans vos souffrances, quand votre corps est brisé, demeurez sous son regard, voyez le présent, vivant en votre âme »,. Il suffit pour vivre cette habitation, selon Élisabeth, de « Faire des actes de recueillement en Sa présence ».

#### Louange de la Gloire

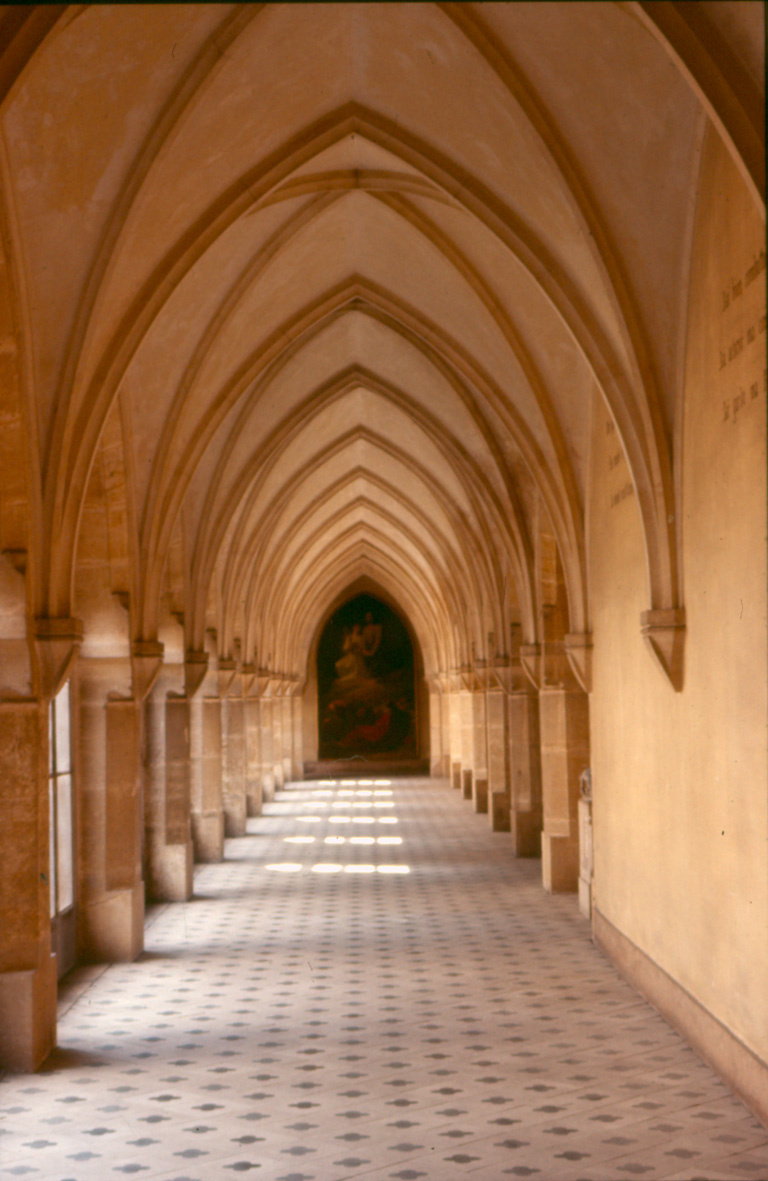
Cloître du Carmel de Dijon.

La découverte du passage de saint Paul dans l'Épître aux Éphésiens « être à la louange de sa gloire » marque profondément la spiritualité d'Élisabeth de la Trinité. Elle considère progressivement que toute sa vie a pour objectif d'être une « Louange de Gloire », et affirme que c'est sa vocation et son nom. La supérieure du Carmel lui demande alors d'écrire une retraite sur ce qu'elle entend par « Louange de Gloire », ce qu'elle fait en août 1906. Elle s'inspire des écrits de Jean de la Croix dans La Vive Flamme d'amour et Le Cantique spirituel.
Pour Élisabeth de la Trinité, la Gloire de Dieu consiste en sa beauté et sa perfection. Selon elle, être « Louange de Gloire » consiste à refléter la gloire de Dieu. Elle explique sa conception dans la retraite qu'elle écrit, et affirme que pour être une louange de gloire il faut s'oublier, se dépouiller de tout, en recherchant le silence,. Cet oubli de soi la conduit alors à se recueillir au fond d'elle-même, là où Dieu est présent : « C'est sortir de soi, se perdre de vue, se quitter, pour entrer plus profondément en Lui à chaque minute qui passe »,. Cet oubli permet l'adoration et la contemplation de Dieu. La contemplation de Dieu transforme la personne, en la faisant devenir l'image de Dieu : « Ils Le connaissent comme ils sont connus de Lui, c'est-à-dire par une vision intuitive. C'est pourquoi ils sont transformés de clarté en clarté, par la puissance de son Esprit, en sa propre image »,. Cette ressemblance avec Dieu permet de ressembler à Dieu, et d'être alors une Louange de Gloire de Dieu.
Élisabeth de la Trinité voit ainsi dans sa maladie la possibilité de ressembler à Jésus-Christ par ses souffrances. Élisabeth voit dans sa maladie une possibilité d'aimer Dieu et de devenir plus semblable à Dieu. Elle appelle donc sa maladie, la maladie de l'amour. Elle voit dans la souffrance la possibilité d'être associée à l'œuvre de Dieu et devenir ainsi une louange de Gloire...

#### Dévotion à la Vierge Marie
La spiritualité de l'Ordre du Carmel donne une place importante à la Vierge Marie, qui est la sainte patronne de l'ordre religieux. Élisabeth a tout au long de sa vie une dévotion importante à la Vierge Marie. Dans son journal intime, Élisabeth montre à de nombreuses reprises sa dévotion à la Vierge Marie qu'elle prie pour sa vocation, ou diverses demandes, montrant ainsi sa foi en la communion des saints. Cette dévotion est présente tout au long de sa vie. De plus sa célèbre prière « Ô mon Dieu, Trinité que j’adore » est écrite lors de la fête mariale de la Présentation de Marie au Temple.
En entrant au Carmel, Élisabeth de la Trinité aura une dévotion importante pour la Vierge, et particulièrement pendant l'Annonciation, qu'elle médite à plusieurs reprises. Elle perçoit dans la Vierge lors de l'Annonciation la même habitation de Dieu qu'elle essaye de vivre : « Je n'ai besoin d'aucun effort pour entrer dans ce mystère de l'habitation divine en la Vierge. Il me semble y trouver mon mouvement d'âme habituel, qui fut le sien : adorer en moi le Dieu caché. ».
Sa dévotion de la Vierge Marie est surtout celle de l'attitude de la Vierge Marie enceinte de Jésus, ou elle voit un profond recueillement, qui permet l'Incarnation. Elle considère cela comme le modèle de la vie d'une carmélite : « Il me semble que l'attitude de la Vierge durant les mois qui s'écoulèrent entre l'Annonciation et la Nativité, est le modèle des âmes intérieures, des êtres que Dieu a choisis pour vivre au dedans, au fond de l'abîme sans fond. »,.
Elle prie et développe une dévotion pour la Vierge Marie sous l'invocation de « Janua Coeli » (Marie « Porte du Ciel »), ayant la conviction que la Vierge Marie l'a guidée et l'a protégée pendant sa vie, elle prie dans les derniers mois de sa maladie afin de pouvoir aller au Paradis. Lors de sa dernière retraite, elle développe une méditation sur la Vierge Marie, la décrivant comme le modèle à suivre dans la vie intérieure comme dans la souffrance : « La Vierge est encore là pour m'apprendre à souffrir comme lui, pour me dire, pour me faire entendre ces derniers chants de son âme, que nul d'autre qu'elle, sa Mère, n'a pu surprendre »,.

## Postérité

### Reconnaissance au sein de l'Église catholique

#### Influence spirituelle
À la mort d'Élisabeth de la Trinité, la supérieure du Carmel de Dijon, Mère Germaine décide de publier une circulaire, petite biographie posthume de quatorze pages, diffusée aux différents carmels. Cette circulaire est très vite épuisée, et Mère Germaine décide alors de publier un livre sur Élisabeth de la Trinité, intitulé « Souvenirs », qui est publié en 1909 à 1 500 exemplaires. Le succès du livre conduit à sa réimpression, 25 000 exemplaires sont vendus en 1919, puis 80 000 exemplaires en 1935 et plus de 100 000 exemplaires en 1956.
Le dominicain Marie-Michel Philipon décide de faire sa thèse de théologie sur la conception de l'« habitation de la Trinité » dans les écrits d'Élisabeth de la Trinité dès 1933. L'étude de Marie-Michel Philipon contribue à confirmer l'analyse de Mgr Charles-Paul Sagot du Vauroux, évêque d'Agen, qui affirme que « le plus remarquable dans la vie de sœur Élisabeth de la Trinité, c'est l'exacte conformité de ses vues, de ses attraits, de sa vie intérieure, de ses paroles, avec les principes les plus sûrs de la théologie mystique ». La prière Ô mon Dieu, Trinité que j'adore, et la publication du livre de Marie-Michel Philipon, qui connaît quinze éditions en français et est traduit en neuf langues, contribuent à accréditer et répandre la richesse mystique d'Élisabeth de la Trinité,.
Le théologien Hans Urs von Balthasar écrit un livre sur la théologie d'Élisabeth de la Trinité affirmant que « La structure de son univers spirituel, le contenu et le style de sa pensée théologique, sont d'une densité, d'une consistance sans défaut ».

#### Béatification et canonisation

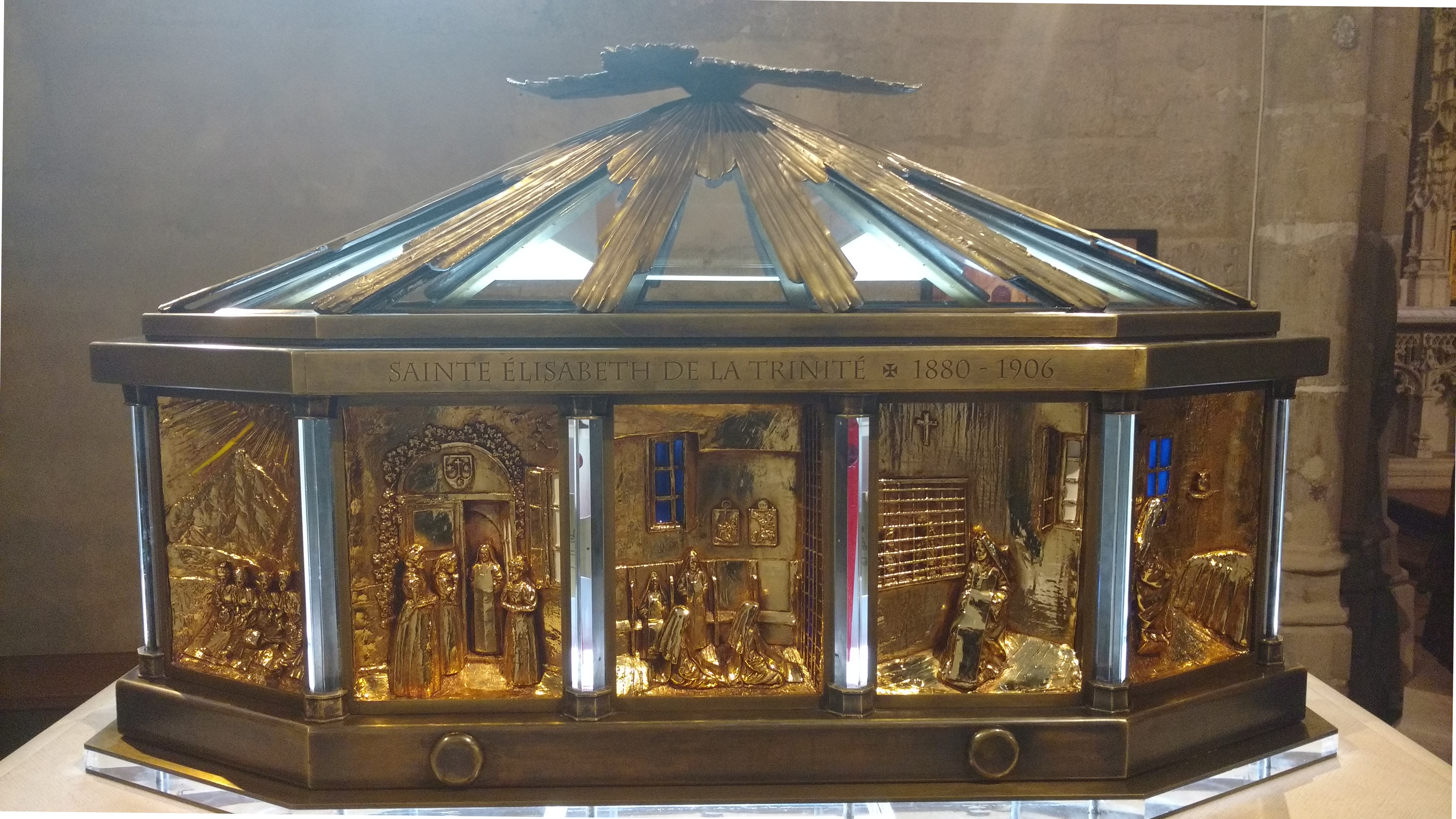
Châsse d'Élisabeth dans l'Église Saint-Michel de Dijon.

Sa renommée de sainteté se développe et, le 23 mai 1931, Pierre Petit de Julleville, évêque de Dijon, décide d'ouvrir un procès informatif de béatification d'Élisabeth de la Trinité. L'évêché rassemble alors tous les écrits d'Élisabeth de la Trinité, qui sont transcrits dès 1931 par quatre sœurs du Carmel.
Élisabeth de la Trinité est béatifiée le 25 novembre 1984 dans la basilique Saint-Pierre de Rome par le pape Jean-Paul II.
En juillet 2011 s'est ouverte l'étude d'une nouvelle guérison semblant inexpliquée. Cette étude « du miracle » pour la canonisation de la Bienheureuse Élisabeth de la Trinité s'est clôturée le 25 août 2012 au Carmel de Flavignerot. En juin 2016, le Vatican a annoncé que la canonisation d’Élisabeth de la Trinité aurait lieu le dimanche 16 octobre 2016.
Élisabeth de la Trinité est canonisée le 16 octobre 2016 dans la basilique Saint-Pierre de Rome par le pape François,.

#### Fête liturgique
La Sainte Élisabeth de la Trinité est fêtée le 9 novembre. Comme le 9 novembre est occupé par la fête de la Dédicace de Saint Jean de Latran (qui prime sur la fête d'un saint), l'Ordre du Carmel célèbre sa fête le 8 novembre, avec rang de mémoire facultative.

### Postérité dans les arts et études

#### Film
Un documentaire sur Élisabeth de la Trinité, « À la lumière d'Élisabeth » est réalisé par Vincent Lauth et diffusé en avril 2010,.

#### Écrits d'Élisabeth de la Trinité
- Élisabeth de la Trinité: l'aventure mystique. Sources, expérience théologale, rayonnement, Sous la direction de (Jean) William CLAPIER, éd. du Carmel, coll. Recherches carmélitaines, Toulouse, 2006
- Élisabeth de la Trinité, Œuvres complètes, Paris, Cerf, 1991 (réimpr. 2007), 1112 p. (ISBN 978-2-204-04398-4)
- Élisabeth de la Trinité, Le rosaire textes d’Élisabeth de la Trinité, Trappe de Chambarand, 40 p.
- Élisabeth de la Trinité textes choisis Père Philipon, Ecrits spirituels, Paris, Seuil, coll. « livre de vie », 1996, 212 p. (ISBN 2-02-029801-5)
- Élisabeth de la Trinité racontée par elle-même, Père Conrad De Meester, Cerf, 2002
- Élisabeth de la Trinité éd. Françoise de Lauzon, Chemins vers le silence intérieur laisse-toi aimer, plus que ceux-ci !, Saint-Maur, Parole et silence, coll. « Chemins vers le silence intérieur », novembre 2006, 120 p. (ISBN 2-84573-538-3)
- Élisabeth de la Trinité Textes choisis et présentés par Conrad de Meester, Pensées Volume 1 Vous êtes la maison de Dieu, Paris, Cerf, coll. « Trésor du christianisme », mai 2009, 102 p. (ISBN 978-2-204-08962-3)
- Élisabeth de la Trinité Textes choisis et présentés par Conrad de Meester, Pensées Volume 2 Pour son amour, j’ai tout perdu., Paris, Cerf, coll. « Trésor du christianisme », mai 2009, 106 p. (ISBN 978-2-204-08963-0)
- Élisabeth de la Trinité Textes choisis par Patrick-Marie Févotte, Amour pour Amour, Mesnil-Saint-Loup (Aube), Livre ouvert, coll. « Paroles de vie, numéro 70 », novembre 2009, 63 p. (ISBN 978-2-915614-32-9)